# Arystobul III
Arystobul III (zm. 35 p.n.e.) – arcykapłan od roku 36 p.n.e. do 35 p.n.e., ostatni ważny (arcykapłan) męski przedstawiciel dynastii Hasmoneuszy. Szwagier Heroda Wielkiego.
Był synem Aleksandra i Aleksandry, córki Jana Hirkana II.